# 과다복용
약물과다복용(과다복용)이라는 말은 약의 섭취 또는 도포가 제안된 것 보다 많이 쓰인 것을 말한다. 과다복용은 중독상태 또는 죽음에 이르게 한다.

## 분류
"과다복용"이라는 용어는 약의 안전란 용량과 사용이 있다는 것을 암시한다; 그러므로, 이 용어는 오직 약에만 사용된다. 비록 독이 작은 용량에서 무해할지라도, 독에는 "과다복용"이라는 용어가 사용되지 않는다.
과다복용은 때때로 자살에 의도적으로 사용될 수 있으나, 많은 경우에 과다복용은 약의 의도적이던 의도적이지 않던 오용으로 인한 사고로 발생한다. 의도적이지 않은 과다복용으로의 오용은 처방을 받은 또는 처방을 받지 않은 약을 행복감을 얻기위해 과량을 사용하는 것이다.
불법약물의 사용은 과다복용을 유도 할 수 있다. 코카인 사용자는 약물이 주는 행복감과 그 양이 적은 사이에서 쉽게 과다복용이 될 수 있다.
의도적이지 않은 오용은 설명서를 읽지 않거나 잘못이해한 경우에 생긴다. 우연한 과다복용은 약의 활성요소를 잘못 인지하여 과다처방하거나, 어린이의 소화능력이 떨어지는 경우생겨난다. 어린이에게 있어서, 일반적인 의도하지 않은 과다복용은 철을 포함한 멀티비타민제에 있다. 철은 혈액에서 산소를 살아있는 세포들에게 운반하는 헤모글로빈분자의 요소이다. 철이 적은 양으로 섭취되면, 헤모글로빈이 새로 만들어지게 하지만, 많은 양이 섭취되면 pH의 불균형을 초래한다. 만약 이 과다복용이 킬레이션치료를 받지 않으면, 사망 또는 혼수상태에 이르게 된다.
'과다복용'이라는 용어는 종종 부작용 또는 약을 섞어 먹을 때 나타나는 약물간 상호작용과 혼동되게 사용될 수 있다.

## 증상
| 증상           | 혈압   | 심박   | 호흡       | 체온       | 동공   | 장소리 | 발한   |
| -------------- | ------ | ------ | ---------- | ---------- | ------ | ------ | ------ |
| 콜린억제성     | ~      | 높아짐 | ~          | 높아짐     | 커짐   | 낮아짐 | 낮아짐 |
| 콜린성         | ~      | ~      | 바뀌지않음 | 바뀌지않음 | 작아짐 | 높아짐 | 높아짐 |
| 아편           | 낮아짐 | 낮아짐 | 낮아짐     | 낮아짐     | 작아짐 | 낮아짐 | 낮아짐 |
| 교감신경흥분제 | 높아짐 | 높아짐 | 높아짐     | 커짐       | 높아짐 | 높아짐 | 높아짐 |
| 항불안제       |        | 낮아짐 | 낮아짐     | 낮아짐     | ~      | 작아짐 | 낮아짐 |

어떤 약 또는 독에 노출됨에 따라 과다복용의 증상은 다르다. 증상은 이러한 약 또는 독에 의해 분류 된다. 분류에 의하여 어떤 약 또는 독이 문제를 일으켰는지 도움을 준다.
아편 과다복용의 증상은 느린 호흡, 심박수이다. 아편 과다복용은 또한 혈액내 산소가 낮은농도로 존재하여, 또렷한 동공과 파란 입술과 손톱을 유발한다. 아편 과다복용을 경험한 사람은 근육경련, 심근경색, 그리고 의식이 줄어듬을 경험한다. 아편 과다복용자는 대개 그들의 이름이 불러지거나 심하게 흔들어도 일어나지 않는다.

## 진단
어떤 물질을 먹었는지를 결정하는 것은 사람에게 물어봐서 결정된다. 그러나. 의식이 없어서 이 정보를 알 수 없는 상태라면, 집을 수색하거나 친구 또는 가족에게 물어보는 것이 도움이 될것이다.
증상, 약물 검사, 또는 실험실검사를 조사하는 것은 도움이 된다. 포도당, 요소, 전해질, 파라세타몰과 살리실산의 농도를 실험실에서 검사한다. 약물간 상호작용은 가끔 자살로 이어지는 급성약물로 잘못 진단 될 수 있다.

## 예방
날록손을 아편계 마약환자에게 배포하면 과다복용에의한 사망을 줄일 수 있다. CDC는 날록손을 아편중독자들에게 나누어 주고 사용법을 훈련시키는 미국 프로그램이 10,000건의 아편 과다복용 사망을 막았다고 추정했다. 날록손 처방 프로그램을 하는 의료기관 또한 North Carolina주의 아편 과다복용의 비율을 감소시켰다. 그럼에도 불구하고, 의료기관의 아편 과다복용 방지는 공급자의 충분하지 못한 지식과 아편 과다복용자에 대한 부정적인 태도로 인해 그 효과가 제한되었다. 경찰관과 소방관에게 날록손 사용에 대한 프로그램은 미국에서 좋은 징조를 보여준다.

## 치료
주로 이루어지는 치료는 활성탄과 하제를 투여한다. 저혈압과 쇼크를 예방하기 위해 적정량의 수액치료가 고려될수 있다. 약물이 비교적 많이 섭취되고 시간이 1시간 이상 경과하지 않았을때에는 위세척이 시행될수 있다. 해독제가 있는 약물은 그에 맞는 해독제를 투여한다(예시: benzodiazepine 과다복용-> flumazenil투여)

## 같이 보기
- 27 클럽
- 간독성
- 수분 중독